# Мајка Масеј
Мајка Масеј (енгл. Micah Masei; Сејлем, 22. март 1999) америчкосамоански је пливач чија специјалност су трке прсним стилом. 

## Спортска каријера
Масеј је такмичарским пливањем почео да се бави још током школовања у средњој школи West Salem High School у Сејлему, а наставио током студирања на Универзитету Хаваја у Хонолулуу. 
На међународној сцени је дебитовао на светском првенству у корејском Квангџуу 2019. где је пливао у квалификационим тркама на  50 слободно (73. место) и 100 прсно (69. место)